# Бет (буква еврейского алфавита)
Бет (ивр. בֵּית‎ — «дом; ночлег») — вторая буква еврейского алфавита. Имеет числовое значение (гематрию) 2.

## Произношение
Бет — одна из шести букв (בג"ד כפ"ת‎), получающих дагеш каль в начале слова или после огласовки «шва нах». (Подробнее см. правило бегед кефет). Это означает, что в начале слова и в некоторых других случаях эта буква обозначает звук [b], а во всех остальных случаях читается [v].
Буква ב является одной из четырёх букв еврейского алфавита, означающих губной согласный.
В языке идиш эта буква без точки внутри обозначает звук [v] и называется «вейс» (используется только в заимствованиях из иврита), а с точкой считается отдельной буквой, обозначает звук [b] и называется «бейс».

## Происхождение
Палеоеврейская буква бет, вместе с аналогичной ей финикийской буквой  происходят от древнеханаанской  и/или протосинайской буквы , пиктограммы дома, с реконструированным названием байит (др.-евр. בית‬ — «дом»).

## Использование

### Использование в Танахе
В еврейском фольклоре есть история, описывающая спор между буквами алеф и бет по поводу главенства в Танахе. Буквы пришли к соглашению, по которому с буквы алеф начинается обращение к Господу (אלהים‎, элохи́м), а с буквы бет — первые два слова Танаха
Буква ב является первой буквой в Танахе, что, по мнению теологов иудаизма, наделяет её особым, мистическим смыслом:
- Первой в Торе идёт вторая буква, а не первая, потому что никто не знает, что было в самом начале, до описанных в Танахе событий
- Точно так же, как буква бет открыта с одной стороны и закрыта с другой, историю можно изучать только от событий, описанных в Танахе (то есть от сотворения Вселенной и не дальше). Нельзя задаться вопросами «откуда появился Творец» и «почему Он решил сотворить Вселенную»

### Предлог
Бет является предлогом, примерно соответствуя предлогу «в» в русском языке. Предлоги в иврите пишутся слитно со следующими за ними словами; находясь, таким образом, в начале слова, буква ב получает дагеш и образует звук [б]; поэтому предлог звучит как бе-, би- или бы-.
Например, название первой книги Танаха (בראשית‎) читается как бе-решит и означает — «в начале».
Другой пример, идиоматическое выражение «в общем» переводится как בכלל и читается би-хлаль. Это дословный перевод, клаль означает «общее, целое». Объяснение чередованию звуков К-Х даётся в статье каф.
Исключением из этого правила являются случаи, когда перед словом стоит более одного предлога. Тогда буква бет становится не первой и дагеш каль не получает. Пример, словосочетание «и всё-таки», «и всё же» — ובכל זאת‎. Перед словом כל («всё») стоят два предлога, поэтому словосочетание правильно читается как у-ве-холь зот. Звук, образуемый буквой бет, выделен жирным шрифтом.

### Числительное
Числовое значение буквы ב — число «два». Таким образом, эта буква часто используется для записи чисел в еврейской записи для обозначения двойки. Это отражается во многих словах и выражениях, таких как:
- Суг бет ('סוג ב‎ — «второго сорта»)
- Йом бет (יום ב‎) — второй день недели, то есть понедельник (в еврейском календаре неделя начинается с воскресенья)
- Кита бет ('כיתה ב‎ — второй класс)

Если буква ב в записи числа пишется до буквы с бо́льшим числовым значением, то её значение — 2000. Таким образом, год בתנ"ג — это год 2453-й в еврейской записи (он относится примерно к XIV веку до нашей эры).

### Бет в теории множеств
В теории множеств символ {\displaystyle \beth _{1}} (читается «бет один») обозначает мощность множества, равную {\displaystyle 2^{\aleph _{0}}}. Соответственно, существуют символы {\displaystyle \beth _{2}}, {\displaystyle \beth _{3}} и так далее. Подробнее см. статьи о букве алеф и о мощности множества.

### Язык «бет»
Простой код, используемый детьми, в котором каждое слово шифруется путём добавления после каждой гласной слога, содержащего звук «Б» или «В» с этой же гласной. Таким образом, слово אני (с ивр. — «я», читается ани) становится אבניבי (читается абаниби). Можно составить язык, использующий любую букву, — скажем, язык гимель или язык нун, но язык бет — наиболее популярен.
Песня «Абаниби» в исполнении израильского певца Изхара Коэна и группы «Альфа-бета» выиграла конкурс «Евровидение» в 1978 году.

### Сокращения
Буква ב может являться сокращением слова בלתי (с ивр. — «не», читается бильти). К примеру, линейно независимые векторы, образующие базис для линейного пространства, на иврите называются ווקטורים בלתי תלויים לינארית, сокращённо — ווקטורים בת״ל. (Жирным шрифтом выделена буква ב, являющаяся сокращением слова בלתי).

#### Армейские сокращения и аббревиатуры
- בכ"ת — сокращение от בלתי כשיר תמידי («постоянно неспособный») — человек, состояние здоровья которого не позволяет ему служить в армии. Вышло из употребления после перехода на систему профилей
- ביתים — читается бе́тим — дни частичного отдыха для солдата, назначаемые ему в качестве восстановительной меры медицинским персоналом по результатам обследования. Медицинский персонал указывает в выдаваемой солдату справке, от каких именно действий солдат должен быть освобождён и затем солдат предъявляет её командирам по требованию. Дни «бетим» являются промежуточной мерой между «алефим» (солдат признан годен к любым занятиям без ограничений, см. алеф) и «гимелим» (солдату назначен полный отдых, дано освобождение от любых дел, см. гимель). Происходит от обозначения годности солдата к строевой службе, кодируемого буквами алеф, бет и гимель соответственно.

## Обозначения и кодировка

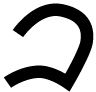
Письменная буква Бет

- В национальном вараианте кодировки ASCII для еврейского письма буква ב обозначается кодом 0xE1
- В Юникоде буква ב включена под кодом U+05D1, UTF-16 — 0x5D1
- В азбуке Морзе букве ב соответствует сигнал — • • • (тире точка точка точка)
- В шрифте Брайля букве ב
  - обозначающей звук «Б», соответствует сочетание точек ⠃ ()
  - обозначающей звук «B», соответствует сочетание точек ⠧ ()
- В радиопередачах, в случае, если какое-то слово надо передать по буквам, букве ב соответствует слово «боаз» (בועז‎, широко распространённое имя)